# كفرصغاب
كفرصغاب هي إحدى القرى اللبنانية من قرى قضاء زغرتا في محافظة الشمال.

## تعريف عام
تقع كفرصغاب على الجهة الشمالية لوادي قاديشا. تتكون كفرصغاب من تجمعين سكانين منفصلين جغرافياً: كفرصغاب وهي قرية جبلية مرتفعة قريبة من اهدن و مرح كفرصغاب وهي قرية منخفضة الارتفاع قريبة من زغرتا. وينتقل السكان بين القريتين وفقاً للموسم: صيفاً في كفرصغاب وشتاءً في المرح. عدد اللبنانيين في العالم العائدة اصولهم لكفرصغاب يناهز 20,000 نسمة  ويتوزعون على بلاد الاغتراب وخاصةً الولايات المتحدة الاميريكية وأستراليا. لا يتعدى القاطنون في كفرصغاب 1,000 نسمة. وسكان كفرصغاب من الموارنة. 

## اصل التسمية
يتالف الاسم من مركبين ساميي الاصل:
- كفر ومعناها قرية
- صغاب وقد يكون اسم علم أو الارجح مرادفاًً لكلمة «صعب» العربية

بما قد يُفسر إذا سلمنا بالمعنى الأخير بالقرية «الصعبة المنيعة»

## تاريخ موجز
من الارجح ان تكون كفرصغاب سابقة لانتشار المسيحية في لبنان. لكنها دخلت التاريخ كمعظم القرى المحيطة مع انتشار الموارنة في لبنان. وقد بقيت حتى منتصف القرن الثامن عشر قرية متواضعة لا يتجاوز عدد سكانها 150 نسمة

### حقبة المماليك

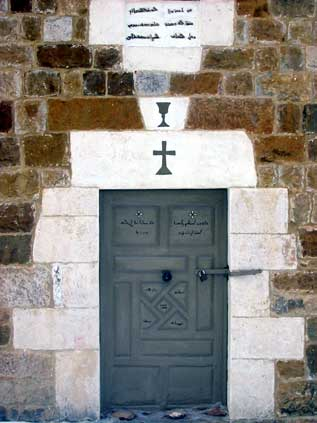
المدخل الرئيسي لكنيسة القديس أوتل

ذُكِرت كفرصغاب للمرة الأولى في أخباريات المؤرخين الموارنة في سنة 1283 عند اجتياح المماليك لجبة بشري في اواخر الحقبة الصليبية. وفي سنة 1470، بُنيت كنيسة القديس أوتل.

### حقبة العثمانيين
في القرن السادس عشر، أُدرجت كفرصغاب في لوائح الضرائب العثمانية. ففي سنة 1519، ذكر المرجع السابق وجود 14 رجل فوق سن الخامسة عشر. وفي تعداد سنة 1571، كان العدد 12رجل جميعم مسيحيين ومتزوجين. وقرابة سنة 1600، نزح إلى كفرصغاب اهالي قرية موسى المجاورة بعد خراب قريتهم لأسباب غامضة بعض الشيء واندمجوا مع اهلها ليشكلوا قريةً واحدة مذاك.
في بدايات القرن السابع عشر، عرفت منطقة كفرصغاب حركة نزوح كثيفة بتشجيع من الأمير فخر الدين المعني الثاني، الذي أراد إعمار جبال لبنان الجنوبية الشبه خالية من السكان والأغنى زراعياً. لكن النهاية المفجعة لأول إمارة لبنانية مستقلة في سنة 1635، تركت فراغاً سياسياً كبيراًً وخاصةً في شمال لبنان.  شهدت هذه الفترة الأخيرة من القرن تقاتلاً على السلطة بين الزعامات المحلية وعرفت منطقة كفرصغاب خراباًً كبيراً أخلاها من بقية من تبقى.  و لإرجاع النظام وضبط الأوضاع، عينت السلطة العثمانية اَل حمادة حكاماً للمنطقة.  و مع نهاية القرن، نجح مشايخ اَل حمادة في سعيهم وعمدوا إلى تشجيع الفلاحين الموارنة الموجودين في مناطق حكمهم في جبيل والبترون للمجيء إلى شمال لبنان لإعمار المنطقة. فابتأدت آنذاك غالبية العائلات التي تشكل كفرصغاب الحديثة بالوفود إليها.   

### تاسيس كفرصغاب الحديثة
و مع حلول منتصف القرن الثامن عشر، ابتدأ الوافدون بمقاومة حكم آل حمادة. وقرابة 1760، نجح الأهالي بالتخلص من آل حمادة بمساعدة والي طرابلس ودعم الأمير يوسف الشهابي حاكم جبل لبنان. وعين والي طرابلس آل أبو يوسف الياس مشايخا لكفرصغاب وثلاث قرى أخرى. وقد استمرت هذه العائلة (التي عُرِفت لاحقاً بآل اٍسطفان نسبةً لأحد فروعها) بحكم كفرصغاب خلال مئة عام لحين قدوم متصرفية جبل لبنان.

### الاغتراب
ابتداءً من 1850ولغاية 1875، دفع الضغط السكاني ناشئي القرية للانضمام إلى الرهبانيات على نطاق واسع. وتشير التقديرات إلى أن 10٪ من السكان البالغين الذكور انضووا للحياة الرهبانية خلال القرن التاسع عشر.
غير أن الصعوبات الاقتصادية لصناعة الحرير، والوضع السياسي المجحف لنظام متصرفية جبل لبنان (1865-1915) وتغيرظروف التعيينات المناطقية للرهبانيات أجبرت أهالي كفرصغاب إلى إيجاد منافذ اقتصادية جديدة من خلال الهجرة على نطاق واسع ابتداءً من عام 1885 فصاعدا إلى الولايات المتحدة وأستراليا. ويقدر أن كفرصغاب فقدت خلال الخمسة عشر عام الأخير من هذا القرن 20٪ من سكانها.
وتوقفت الهجرة بسبب الحرب العالمية الأولى، لكنها عادت واستأنفت تواصلها على نطاق واسع ابتداءً من العام 1925. ولم يؤثرالانتداب الفرنسي وتشكيل لبنان الحديث في عام 1925 على الهجرة. وقد استمر تواصل الهجرة طوال القرن 20، لا سيما خلال الحرب الأهلية اللبنانية (1975-1990). يقدر عدد الكفرصغابيين حول العالم بعشرين ألف نسمة، ألف منهم يعيشون في القرية الأم.

## وصلات خارجية
- (بالإنجليزية)/(بالفرنسية) kfarsghab.net, useful information
- (بالإنجليزية) The Australian Kfarsghabian community website
- (بالإنجليزية) The American Kfarsghabian community website